# Allium shelkovnikovii
Allium shelkovnikovii är en amaryllisväxtart som beskrevs av Aleksandr Alfonsovitj Grossgejm. Allium shelkovnikovii ingår i släktet lökar, och familjen amaryllisväxter. Inga underarter finns listade i Catalogue of Life.